# Mimoides phaon
Mimoides phaon är en fjärilsart som först beskrevs av Jean Baptiste Boisduval 1836.  Mimoides phaon ingår i släktet Mimoides och familjen riddarfjärilar. Inga underarter finns listade i Catalogue of Life.

## Bildgalleri

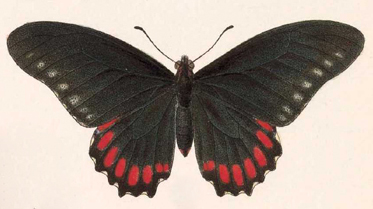